# Al Capone

Firma di Capone

Alphonse Gabriel Capone, detto Al, noto anche con lo pseudonimo di Scarface (New York, 17 gennaio 1899 – Miami Beach, 25 gennaio 1947), è stato un mafioso statunitense di origini italiane, considerato un simbolo del gangsterismo statunitense e della crisi della legalità che gli Stati Uniti d'America dovettero affrontare durante il proibizionismo.

## Biografia

### Primi anni di vita

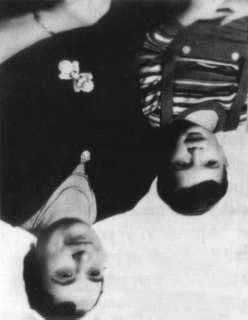
Il piccolo Al Capone insieme a sua madre

Nacque il 17 gennaio 1899 a Brooklyn, borough di New York, quarto dei nove figli concepiti da una coppia di immigrati italiani originari campani (le loro origini sono individuabili tra Angri, Castellammare di Stabia e Napoli) formata da Gabriele Capone (1865-1920), un barbiere con bottega per un certo periodo a Castellammare di Stabia, in provincia di Napoli, e da sua moglie, Teresina Raiola (1867-1952), una sarta profondamente cattolica. Sposatisi il 25 maggio 1891, i due decisero poi di imbarcarsi a bordo di una nave diretta verso gli Stati Uniti d'America nel 1895, passando prima per Fiume.
La famiglia si stabilì al 95 di Navy Street, nella sezione Navy Yard di Brooklyn, dove il giovane Capone crebbe in un ambiente povero e degradato, entrando in contatto con piccole gang di microcriminalità minorile insieme ai fratelli Vincenzo, Ralph e Frank, la cui attività s'intensificò quando abbandonò la scuola cattolica all'età di undici anni. Poco dopo si trasferì al 38 Garfield Place di Park Slope, un'altra zona di Brooklyn, dove si unì alla gang dei South Brooklyn Rippers e poi ai Forty Thieves Juniors e ai Five Point Juniors, per poi finire nella banda criminale dei Five Points Gang sotto la guida del gangster Johnny Torrio, che gli permise di conoscere Frankie Yale e Lucky Luciano.
Nel 1917, su raccomandazione di Torrio, Capone fu assunto come buttafuori e barista nel locale Harvard Inn di Frankie Yale a Coney Island, che serviva come copertura a un bordello gestito dallo Yale stesso. Fu in questo periodo che gli fu attribuito il soprannome di Scarface (sfregiato), a causa di una cicatrice sulla guancia sinistra che gli venne causata da un certo Frank Galluccio, il quale colpì Capone con un rasoio perché aveva espresso commenti pesanti sulla sorella mentre si trovava all'Harvard Inn. Nel 1918 Capone sposò una ragazza irlandese di nome Mae Coughlin, dalla quale ebbe un figlio, che venne chiamato Albert Francis. Dopo la nascita del figlio, Capone smise di lavorare per Yale e si trasferì a Baltimora, dove lavorò come contabile in un'impresa di costruzioni e, alla morte del padre Gabriele nel 1920, tornò a New York al servizio di Yale.

### Gli anni di Chicago
Nel 1919 Capone venne inviato a Chicago per mettersi al servizio di Johnny Torrio, che aveva preso il controllo del "Sindacato del crimine" di quella città dopo aver fatto assassinare il gangster Giacomo "Big Jim" Colosimo; il trasferimento di Capone avvenne con l'approvazione di Frankie Yale e del suo socio, il mafioso siciliano Giuseppe "Joe" Masseria, esponente di punta della «Mano Nera». Egli acquistò una piccola casa al 7244 di South Prairie Avenue, nel quartiere di Park Manor, nel South Side di Chicago, per 5.500 dollari, e nello stesso periodo gli venne affidata la gestione del night club Four Deuces, uno speakeasy che, in epoca proibizionista, fungeva anche da bisca e un bordello.

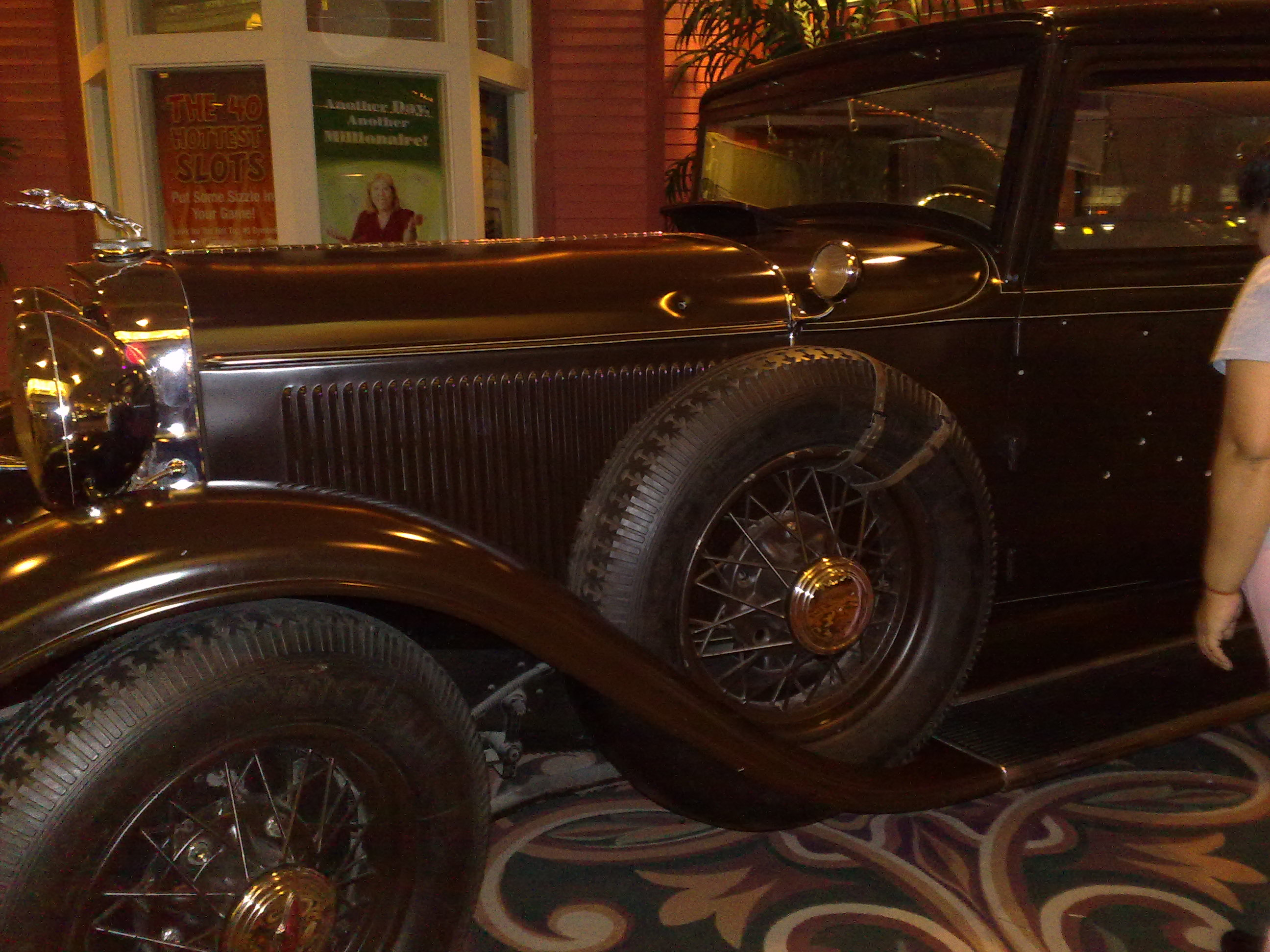
L'automobile di Capone, in cui si possono notare i fori dei proiettili sullo sportello

Ben presto Capone chiamò anche il fratello Ralph ad aiutarlo nelle sue attività illegali e si associò al gangster ebreo Jack Guzik, implicato anche lui nello sfruttamento della prostituzione, che sarebbe diventato uno dei suoi migliori amici. Il "Sindacato" di Torrio e Capone riuscì a porre sotto un regime di stretta sorveglianza tutto il South Side di Chicago, associandosi al gangster irlandese Dean O'Banion, boss della North Side Gang, e ai fratelli Genna, mafiosi siciliani che controllavano il West Side di Chicago appoggiati da Mike Merlo, presidente dell'Unione Siciliana, un gruppo che assicurava copertura politica ai gangster della città.
Nel 1923 William "Big Bill" Thompson, sindaco corrotto di Chicago appoggiato da Torrio e Capone, perse le elezioni a favore del riformista William Dever, che decise di usare il pugno di ferro contro i gangster; per queste ragioni, Torrio e Capone spostarono gran parte delle proprie attività a Cicero, nell'Illinois, protetti dal sindaco corrotto Joseph Klenha, dove fissarono il loro quartier generale all'Hawthorne Hotel. Capone allora incaricò i fratelli Ralph e Frank di aprire un bordello e una bisca, che fu chiamata The Ship, a Cicero.
Il 1º aprile 1924, a Cicero si tennero le elezioni in un clima di violenza: duecentocinquanta scagnozzi di Torrio e Capone bruciarono le case degli avversari democratici del sindaco Joseph Klenha e li picchiarono selvaggiamente davanti agli sguardi indifferenti degli abitanti. Però, durante questi assalti, Frank, fratello di Capone, venne ucciso in uno scontro a fuoco con la polizia; Capone decise allora d'intensificare le violenze contro gli avversari politici e la polizia, in cui finì ucciso un agente; a causa di questo clima violento, il sindaco Klenha venne rieletto. Alcune settimane più tardi, Capone uccise in un bar un certo Joe Howard, un malavitoso che aveva pesantemente insultato lui e il suo amico Jack Guzik perché gli avevano rifiutato un prestito; il procuratore William H. McSwiggin accusò Capone dell'omicidio ma non riuscì a farlo condannare perché i testimoni oculari ebbero delle "amnesie" nel ricordare l'identità dell'assassino.

### La guerra tra bande
Ad aprile del 1925 il gangster Dean O'Banion cominciò a sequestrare i camion carichi di alcolici dei fratelli Genna, i quali chiesero il permesso di ucciderlo a Mike Merlo, il presidente dell'Unione Siciliana, che glielo rifiutò perché non voleva fare scoppiare una guerra; qualche tempo dopo però O'Banion imbrogliò anche Torrio con uno stratagemma e lo fece finire in carcere; il 10 novembre O'Banion venne assassinato dentro il suo negozio di fiori da Frankie Yale, mandato da Torrio e Capone, e da due killer dei fratelli Genna: l'omicidio avvenne due giorni dopo il decesso per cancro di Merlo, il quale non avrebbe mai acconsentito al delitto. Ai funerali di O'Banion, a cui erano presenti più di ventimila persone, c'erano anche Torrio e Capone.
Il comando della North Side Gang passò ai gangster Earl "Hymie" Weiss e George "Bugs" Moran, i quali decisero di vendicare l'assassinio di O'Banion cercando di uccidere Torrio, che rimase gravemente ferito in un agguato ma si salvò, decidendo di cedere il comando del "Sindacato" a Capone e di ritirarsi in Italia. Capone stesso però fu vittima di una dozzina di tentativi di omicidio da parte di Weiss e Moran, riuscendo sempre a salvarsi; invece i fratelli Genna furono decimati dalla North Side Gang e costretti a lasciare Chicago.
Nel periodo successivo Capone si rese responsabile di alcuni efferati delitti, che gli diedero notorietà presso l'opinione pubblica statunitense: nel dicembre 1925 uccise il gangster Richard Lonergan e due dei suoi uomini, che erano entrati in uno speakeasy di Frankie Yale a Brooklyn e lo avevano pesantemente insultato mentre si trovava lì, ospite di Yale stesso; nell'aprile 1926 il procuratore William H. McSwiggin, che in passato aveva accusato Capone di omicidio, venne assassinato in un bar di Cicero mentre era in compagnia del gangster Klondike O'Donnell, acerrimo nemico di Capone, che però riuscì a salvarsi dagli spari.
Per via di questo delitto, Capone fu costretto a fuggire a Lansing, in Michigan, per poi tornare a Chicago nel luglio 1926 per affrontare le accuse di omicidio, ma le autorità non avevano prove sufficienti per portarlo in tribunale e lo lasciarono libero. Il 20 settembre 1926 Capone uscì illeso da un altro agguato compiuto da un gruppo di fuoco di Hymie Weiss presso il suo quartier generale all'Hawthorne Hotel di Cicero e decise di proporre una tregua alla North Side Gang, ma Weiss rifiutò, venendo per questo assassinato dai killer di Capone l'11 ottobre.

### Coinvolgimento nella guerra castellammarese

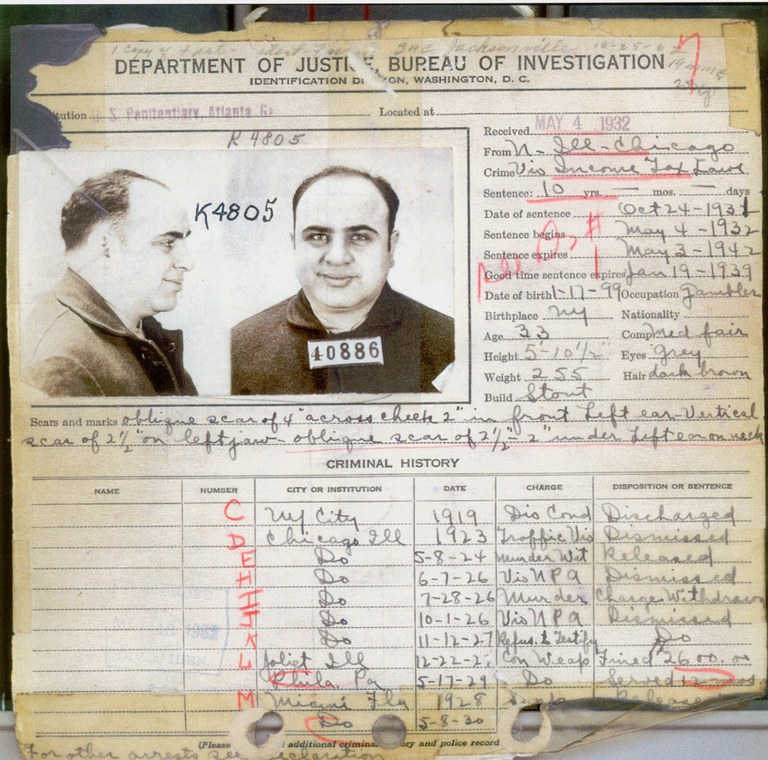
La fedina penale nel 1932

Nel 1926 Capone fece nominare il suo socio Antonino Lombardo presidente dell'Unione Siciliana di Chicago, entrando però in contrasto con il suo concorrente alla nomina, il mafioso siciliano Giuseppe "Joe" Aiello, che aveva preso il posto dei fratelli Genna ed era sostenuto da Frankie Yale; invece Capone era appoggiato dal boss Joe Masseria, che provvide anche ad affiliarlo in Cosa Nostra nonostante non fosse di origini siciliane e fosse implicato nello sfruttamento della prostituzione, attività considerata disonorevole dai mafiosi siciliani.
Nel 1927 Aiello cercò l'aiuto di Bugs Moran, diventato il boss della North Side Gang dopo l'uccisione di Hymie Weiss, per contrastare Capone, che rispose inviando alcuni killer che spararono contro il panificio di Aiello causando il ferimento di suo fratello Tony. Inoltre Capone ottenne l'approvazione di Joe Masseria per eliminare Frankie Yale, che aveva sostenuto Aiello e dirottava i camion carichi di alcolici destinati a Capone: il 1º luglio 1928 una squadra di killer proveniente da Chicago assassinò Yale a colpi di mitra Thompson in una strada di Brooklyn. Nel periodo successivo Aiello scatenò una rappresaglia contro gli associati di Capone, che fece lo stesso; infine Aiello assoldò gli uomini della North Side Gang per uccidere Antonino Lombardo e divenne così il presidente dell'Unione Siciliana, dopo aver fatto eliminare anche Pasquale Lolordo, sostenuto da Capone.
Capone allora incaricò il suo socio Jack McGurn di formare una squadra di killer per punire il suo nemico Bugs Moran, che aveva sostenuto Aiello, e andò nella sua tenuta a Miami per avere un alibi: il 14 febbraio 1929 tre uomini di McGurn, travestiti da agenti di polizia e accompagnati da due uomini in abiti civili, simularono un'irruzione in un garage al 2122 di North Clark Street, sede del quartier generale della North Side Gang, e allinearono i sette gangster presenti lungo una parete, come per un normale controllo di polizia, fucilandoli poi alla schiena con mitra Thompson, un fucile da caccia e una rivoltella; tuttavia i killer non trovarono Bugs Moran nel garage perché arrivò proprio durante la loro irruzione e riuscì a fuggire. Il massacro, che venne denominato strage di San Valentino dalla stampa, suscitò molto clamore presso l'opinione pubblica statunitense e accrebbe la sinistra "fama" di Capone.

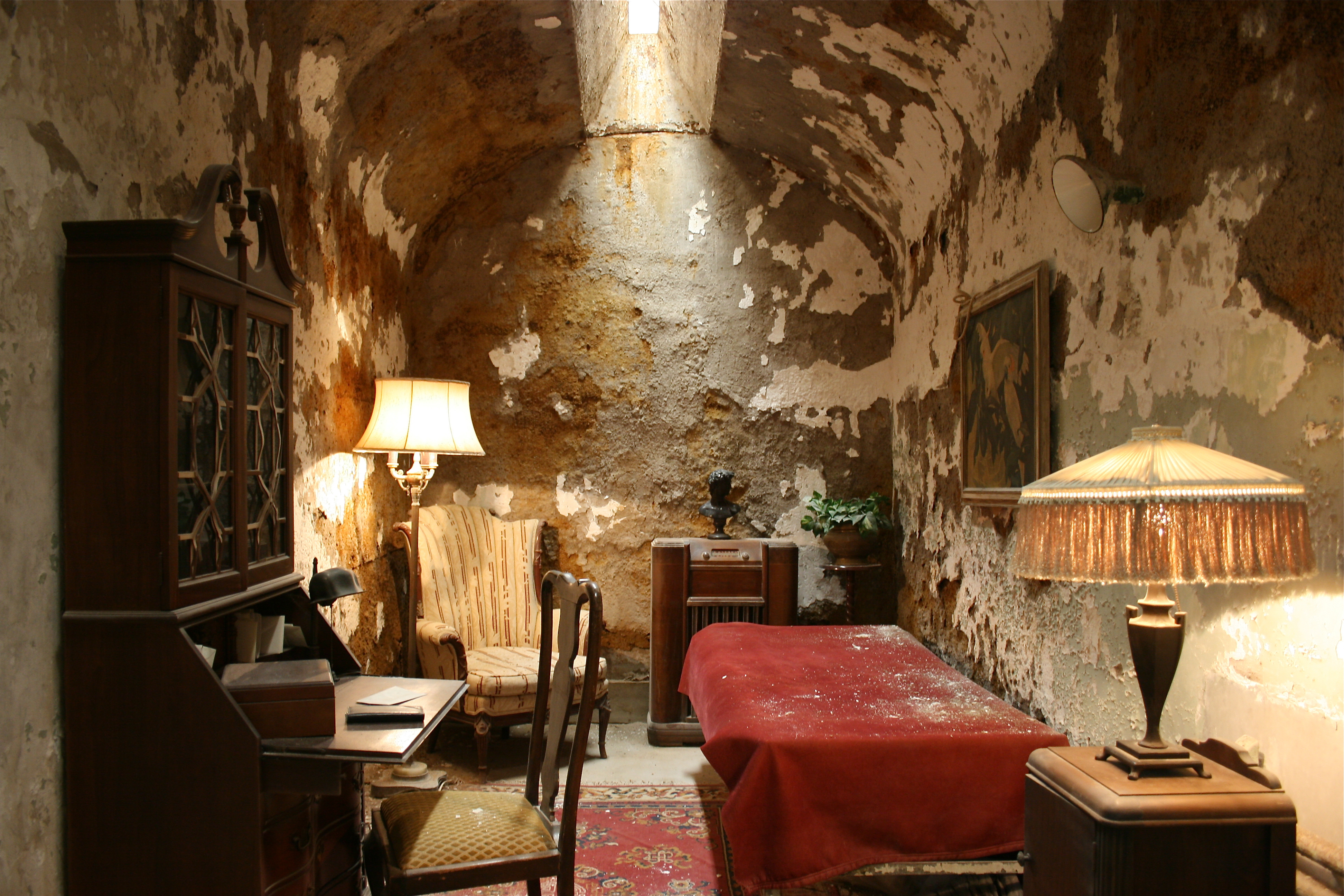
La cella dell'Eastern State Penitentiary di Filadelfia dove Capone fu rinchiuso dopo l'arresto del 1929

Il 20 marzo 1929 Capone venne convocato davanti a un grand jury per rispondere sui fatti di sangue di Chicago. Mentre lasciava l'aula, venne arrestato dagli agenti per oltraggio alla corte, ma pagò una cauzione di 5000 $ e venne rilasciato. Nello stesso periodo Capone attirò in una trappola Giovanni "John" Scalise, Alberto Anselmi e Giuseppe "Joe" Giunta, tre mafiosi siciliani che gli stavano causando problemi: li invitò a cena e poi li uccise con una mazza da baseball, prima che i suoi uomini li finissero a colpi di pistola.
Nel maggio 1929 Capone partecipò a un incontro ad Atlantic City, a cui erano presenti gangster italiani ed ebrei, che concordarono strategie comuni per una divisione del contrabbando di alcolici e gettarono le basi per la creazione di un "Sindacato nazionale del crimine"; il 17 maggio però Capone e la sua guardia del corpo vennero arrestati a Filadelfia per il possesso di armi illegali e condannati a un anno di carcere ciascuno. Capone però venne rilasciato il 17 marzo 1930 per buona condotta, dopo aver scontato solo dieci mesi.
Nell'ottobre 1930, Capone venne autorizzato da Joe Masseria a eliminare Aiello, che si era associato a Salvatore Maranzano, capo della fazione opposta a Masseria nel quadro della cosiddetta guerra castellammarese.. Nel 1931, dopo l'uccisione di Masseria, Capone stesso ospitò a Chicago un incontro a cui furono invitati i boss di tutte le famiglie degli Stati Uniti per discutere le implicazioni della vittoria di Maranzano, che in quell'occasione si fece eleggere «capo dei capi».

### Il processo per evasione fiscale

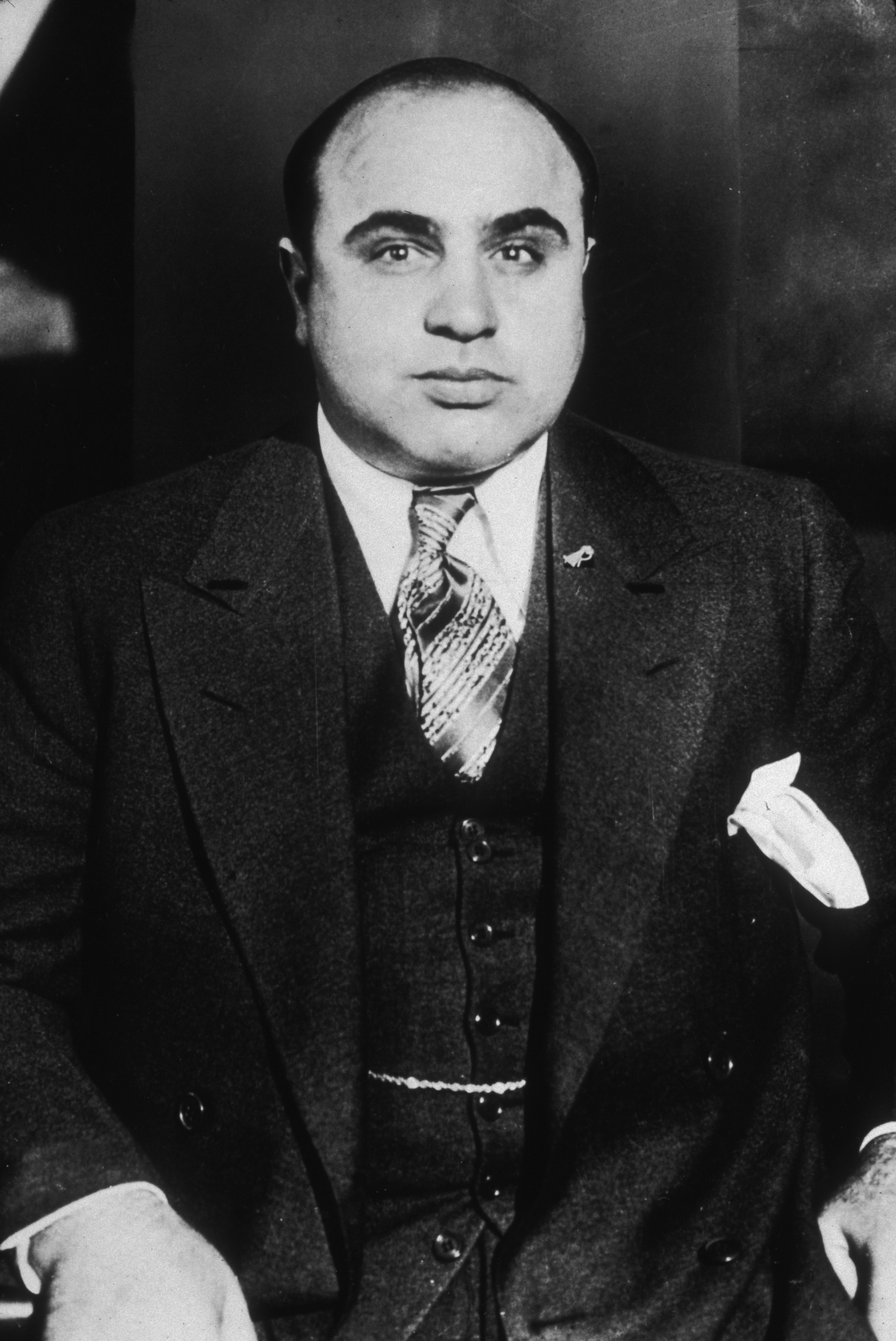
Al Capone attorno al 1935

Nel 1930 Capone fu dichiarato "nemico pubblico numero uno" dalla stampa statunitense e da J. Edgar Hoover, che lo inserì nella lista dei criminali pericolosi dell'FBI. Andrew Mellon, segretario del Dipartimento del tesoro statunitense ordinò a Eliot Ness di catturarlo, facendo nascere così la squadra degli "intoccabili", i quali intercettarono le telefonate ed esaminarono tutte le transazioni finanziarie dei soci di Capone per incastrarlo, intraprendendo anche sequestri di carichi di alcolici. Le prove raccolte da Ness e dalla sua squadra portarono alla formazione di un grand jury, che incriminò Al Capone, suo fratello Ralph, i suoi sodali Jack Guzik e Frank Nitti insieme ad altri gangster del "Sindacato" di Chicago per evasione fiscale e violazione del Volstead Act, la legge sul proibizionismo.
Il 6 ottobre 1931 Capone si presentò in un tribunale federale per l'inizio del suo processo; i suoi sodali si erano procurati l'elenco dei potenziali giurati popolari e cominciarono a corromperli con ogni mezzo possibile, ma all'ultimo momento la giuria fu sostituita da una completamente nuova, che venne messa sotto protezione. Il 17 ottobre la nuova giuria giudicò Capone colpevole solo di una parte delle imputazioni per evasione fiscale, condannandolo comunque a undici anni di carcere e a una pesante multa di 50 000 dollari.

### Gli ultimi anni e la morte

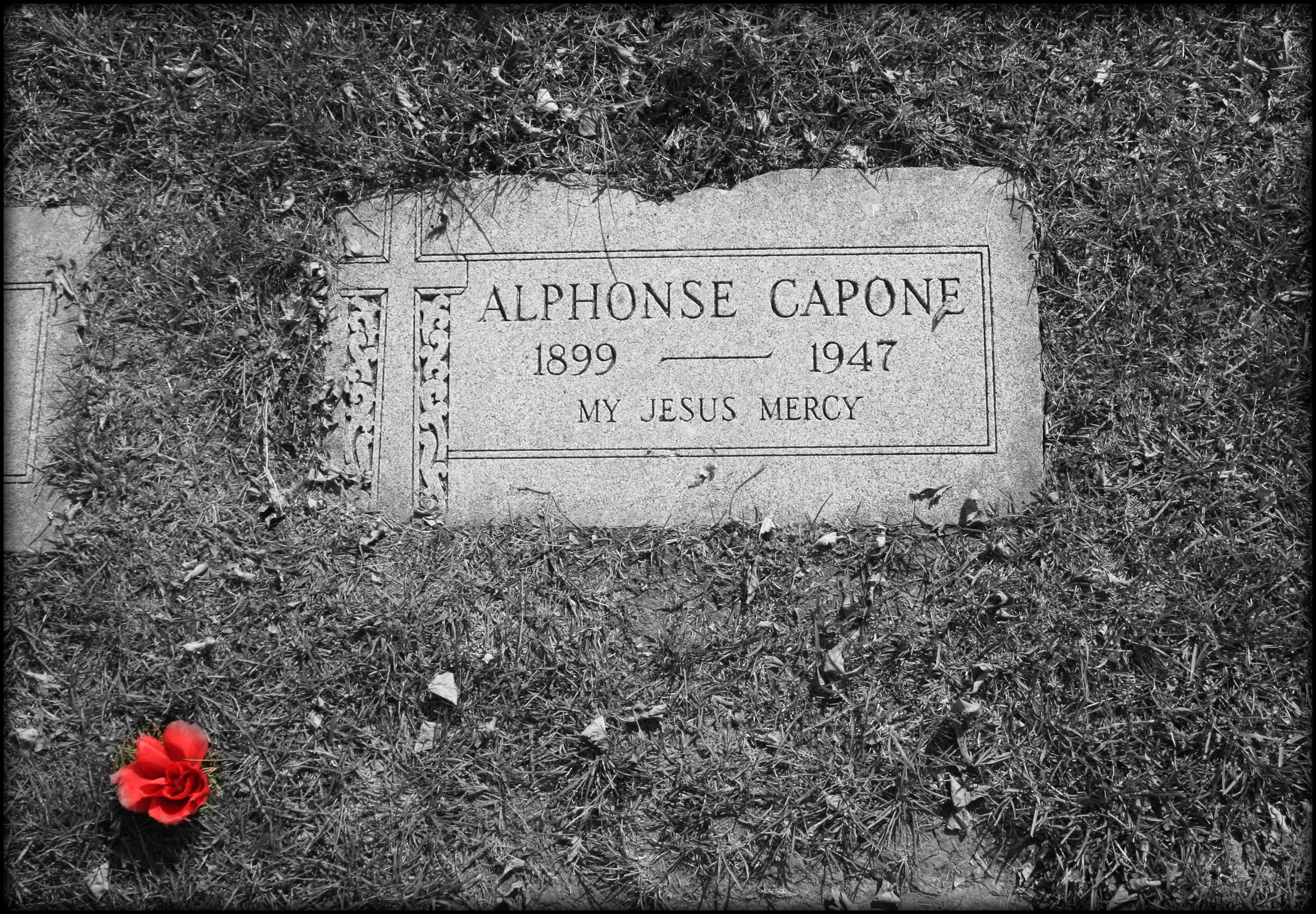
La tomba di Capone nel Mount Carmel Cemetery di Chicago

Capone venne inviato nel penitenziario di Atlanta, in Georgia, dove condusse una vita migliore rispetto al resto dei carcerati perché disponeva di lussi e privilegi e aveva la possibilità di continuare a governare i suoi interessi anche dalla reclusione. Ma nell'agosto 1934 fu trasferito nella nuova prigione di Alcatraz, dove ricevette un trattamento più duro e tutti i contatti con l'esterno vennero interrotti. Nel 1938 i medici diagnosticarono a Capone una forma di sifilide, contratta in età giovanile, e lo fecero ricoverare nella sezione ospedale di Alcatraz, dove trascorse tutto l'anno. Infine, nel novembre 1939, Capone tornò in libertà, dopo che la sua condanna era stata ridotta a sei anni e cinque mesi per buona condotta e per crediti di lavoro in carcere.
Affetto da una demenza derivata dalla sifilide, venne fatto ricoverare dalla moglie Mae in un ospedale di Baltimora, dal quale venne dimesso nel marzo 1940. Dopo aver lasciato Baltimora, Capone si ritirò nella sua tenuta di Miami, dove continuò le cure. Il 25 gennaio 1947 venne colpito da un ictus e da una polmonite causati dalla malattia, che lo portarono alla morte all'età di 48 anni. Capone venne seppellito al Mount Carmel Cemetery di Chicago.

## Influenza sui media
Il personaggio, per la sua particolare storia e per alcuni suoi lati caratteriali, ben si prestava a divenire oggetto di interesse di certa letteratura popolare e di qualche opera cinematografica. Sullo schermo la sua figura è stata interpretata, fra gli altri, da Jason Robards, Rod Steiger, Ben Gazzara e Robert De Niro, talvolta indirettamente evocata, come per il film The Untouchables - Gli intoccabili, incentrato sull'opera degli agenti federali che riuscirono a neutralizzarlo.
I più celebri film che ne parlano sono sicuramente i due Scarface: il primo, diretto da Howard Hawks e interpretato da Paul Muni, si ispira al romanzo omonimo, che per motivi di copyright non usava i veri nomi dei personaggi (qui Capone è Tony Camonte); il secondo è il più celebre Scarface, scritto da Oliver Stone, diretto da Brian De Palma e interpretato da Al Pacino. In questo remake i fatti raccontati sono gli stessi del film di Hawks, che viene romanzato e trasportato nell'America degli anni ottanta, cambiando il traffico di alcol con il traffico di cocaina. Il protagonista è ribattezzato Tony Montana (che si richiama al celebre giocatore di football Joe Montana) ed è un immigrato cubano.
Nel 2020 esce il film Capone, che parla del quarantasettenne Al Capone che, dopo dieci anni di carcere, inizia a soffrire di demenza e viene perseguitato dal suo passato violento. Ha come regista Josh Trank e gli attori principali sono Linda Cardellini, Matt Dillon, Tom Hardy.
Dal 2010 al 2014 è stato interpretato dall'attore inglese Stephen Graham nella serie televisiva Boardwalk Empire, prodotta da Martin Scorsese.

## Nella cultura di massa

### Cinema
- Nel film Scarface - Lo sfregiato (1932), il personaggio di Tony Camonte è ispirato ad Al Capone ed è interpretato da Paul Muni.
- Nel film Al Capone (1959), è interpretato da Rod Steiger.
- Nel film 2 mafiosi contro Al Capone (1966) con Franco Franchi e Ciccio Ingrassia, è interpretato da José Calvo.
- Nel film Il massacro del giorno di San Valentino (1967), è interpretato da Jason Robards.
- Il film Quella sporca ultima notte (1975) narra la parte finale della vita di Capone, interpretato da Ben Gazzara.
- Nel film The Untouchables - Gli intoccabili (1987), è interpretato da Robert De Niro.
- Appare brevemente ne L'impero del crimine (1991), dov'è interpretato da Titus Welliver.
- È uno dei cattivi principali ne Una notte al museo 2 - La fuga (2009), dove è interpretato da Jon Bernthal.
- Nel film Gangster Land (2017) è interpretato da Milo Gibson.
- Nel film Capone (2020) è interpretato da Tom Hardy.

### Serie TV
- Nella serie televisiva Gli intoccabili (1959-1963) è interpretato da Neville Brand.
- Nella serie televisiva di HBO Boardwalk Empire, che ruota attorno alla storia della malavita americana di quegli anni, il personaggio di Al Capone è raffigurato negli anni al servizio di Torrio ed è interpretato da Stephen Graham.
- Nella serie televisiva Peaky Blinders il protagonista fa riferimento ad Al Capone annoverandolo come un boss italiano a Chicago.
- In un episodio di Relic Hunter intitolato Il bunker segreto, Sydney e Nigel mentre cercano una leggendaria arma, si trovano in un vecchio bunker di Al Capone.

### Letteratura
- Il personaggio di Capone appare nel romanzo Il padrino di Mario Puzo, in cui aiuta Salvatore Maranzano nella guerra contro Vito Corleone e per questo spedisce a New York due killer, che vengono intercettati e neutralizzati da Luca Brasi.
- Figura come uno dei personaggi principali nella trilogia L'alba della notte di Peter F. Hamilton (1996-1999).

### Fumetti
- Nel 1996 apparve su Topolino la storia Zio Paperone e il malloppo di Al Crapone. Qui però il gangster del titolo, anziché uno spacciatore d'alcol degli anni venti, è un rapinatore degli anni trenta.[60]
- In un altro episodio di Topolino, Topolino contro Al Pietrone, dove c'è una festa chiamata "Topolinia Anni Ruggenti" dove tutti vestivano e guidavano oggetti risalenti agli anni venti e trenta, e in cui Pietro Gambadilegno ne approfitta per fare dei furti facendosi chiamare Al Pietrone  "come il grande Al Cappone"  .
- Sempre riferendoci all’Universo Disney, gli italiani Gian Giacomo Dalmasso e Pier Lorenzo De Vita nel 1959, ispirandosi ovviamente a Capone, hanno creato Al Popone, un gangster stile anni trenta che per vari anni fu il complice più frequente di Pietro Gambadilegno nelle sue imprese criminose.
- Compare anche in una storia di Nick Carter, dove viene ribattezzato Al Testone.
- Un'avventura dei Fantastici Quattro della Marvel del settembre 1969, uscita in Italia nell'agosto 1974, si svolge in un lontano pianeta della galassia Skrull, in cui tutto è ambientato come nella Chicago degli anni venti. L'origine di ciò è stato un terrestre rapito e trasportato ivi in quel periodo, i cui racconti hanno entusiasmato la popolazione, spingendola ad assumere i costumi e gli atteggiamenti dell'epoca. Gli Skrull, pur avendo un aspetto alieno, hanno la capacità di mutare forma, per cui, i nostri eroi, per liberare la Cosa, si dovranno battere con persone che sono abbigliate nella moda di cinquanta anni prima, parlano con un pesante slang e si affrontano in bande, per contendersi delle potenti pietre stellari, armati di Thompson a tamburo e Colt 45 che sparano raggi distruttivi. Un coprotagonista locale è il duro Boss Barker, affiancato da pupa e scagnozzi ed è praticamente il ritratto di Al Capone rifatto da Jack Kirby.
- È presente nell'albo a fumetti di Tintin Tintin in America.
- Ha ispirato il personaggio di Capone Bege del manga One Piece[61]

### Videogiochi
- In Watch Dogs viene spesso nominato nei "City Hotspots", un'app fittizia in cui facendo il check-in in un luogo si può vedere la sua storia.
- In Empire of Sin è presente come personaggio giocabile, selezionabile tra altri famosi gangster dell'epoca.

### Musica
- Ad Al Capone è dedicata la canzone Paga le tasse Al di Marco Ongaro.
- Michael Jackson ha realizzato la versione successiva di Chicago 1945 chiamato Al Capone, che poi viene cambiata in Smooth Criminal per l'album Bad.